# David Joel Taylor
David Taylor é um ator Neozelandes mais conhecido por suas atuações na série de TV Xena: Warrior Princess.

## Biografia

### Vida Pessoal
David Joel Taylor nasceu em 7 de Maio de 1982 em Auckland, Nova Zelândia.

## Filmografia

### Ator
- Revelations (2002)
- Real Cool (2002)
- The Nugget (2002)
- Being Eve (2002)
- Being Reborn (2002)
- Being a Winner (2002)
- Being Individual (2002)
- Always Greener (2002)
- Bright Sparks (2002)
- Mercy Peak (2001)
- Lazy Sunday Afternoon (2001)
- Rain (2001-2003)
- The Tribe (2001)
- All Saints (1998)
- Touch and Go (1998)
- Xena: Warrior Princess (1996-1998)
- Due South (1997)
- Burning Down the House (1997)
- The Enid Blyton Adventure Series (1996)
- Carogne (1995)
- Hércules and the Amazon Women (1994)
- The Black Stallion (1990)
- Nate McKay (1992-1993)
- The End of the Golden Weather (1991)

### Crew
- Round the Twist (2000)

### Arquivo Fotográfico
- Xena: Warrior Princess (2001)